# Millena
Millena (en castillan et en valencien) (autrefois Billeneta ou Billena del Travadell) est une commune d'Espagne de la province d'Alicante dans la Communauté valencienne. Elle est située dans la comarque du Comtat et dans la zone à prédominance linguistique valencienne.

## Géographie

Localisation de Millena
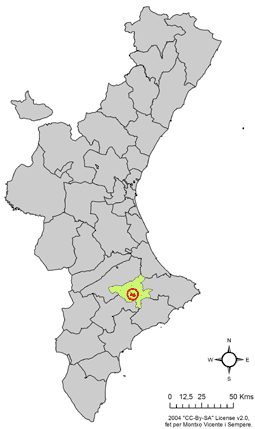
dans la Communauté valencienne.
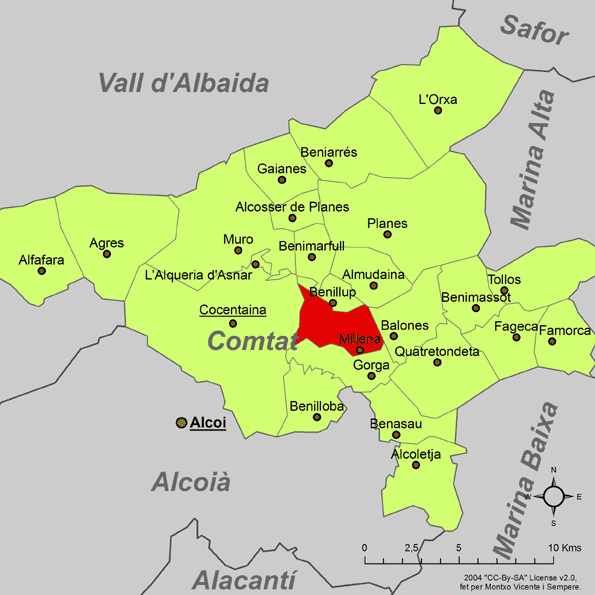
dans la comarque du Comtat.